# Cotinga rogenca
La cotinga rogenca (Lipaugus unirufus) és un ocell de la família dels cotíngids (Cotingidae).

## Hàbitat i distribució
Habita la selva pluvial, clars i vegetació secundària de les terres baixes des de Mèxic al sud de Veracruz, nord d'Oaxaca, Tabasco i Chiapas, cap al sud, pel vessant del Carib fins Nicaragua, ambdues vessants de Costa Rica i Panamà, oest i nord de Colòmbia i oest de l'Equador.